# Corybas rotundifolius
Corybas rotundifolius là một loài thực vật có hoa trong họ Lan. Loài này được (Hook.f.) Rchb.f. mô tả khoa học đầu tiên năm 1871.